# Passion of Mind
Passion of Mind è un film del 2000 diretto da Alain Berliner e interpretato da Demi Moore, Stellan Skarsgård, William Fichtner.

## Trama
Marty è un'agente letteraria single a Manhattan. Marie (sempre Moore) è una vedova in Provenza con due figlie e una vita pacifica. Marty visita un terapeuta per affrontare i suoi sogni vividi della vita di Marie; quando Marie si addormenta sogna la vita di Marty, ma ne è molto meno disturbata. Ogni donna è convinta che l'altra sia frutto della sua immaginazione. Quando Marty incontra Aaron diventano amici e successivamente amanti; terrorizzata dal fatto che il sogno vivido sull'altra vita significhi che sta perdendo la testa, Marty non vuole dirlo ad Aaron, ma alla fine lo fa. Marie, nel frattempo, ha incontrato William; anche lei è riluttante a raccontare a William dei suoi sogni, soprattutto perché lei (come Marty) si sta innamorando di Aaron, ma si rende conto che non può tenere segreta una parte così importante della sua vita.
I due uomini reagiscono in modo molto diverso: William è geloso, mentre Aaron è scettico ma per nulla minacciato e vuole solo che Marty sia felice. Sogni e vita reale iniziano a fondersi quando Marie va in vacanza con William a Parigi e Marty si sveglia con un posacenere dall'hotel sul comodino. Alla fine Marty / Marie devono fare i conti con la realtà e scegliere quale vita è reale e quale è illusione.

## Accoglienza
Le recensioni di Passion of Mind sono state in gran parte negative dalla critica, con Rotten Tomatoes che gli ha assegnato un punteggio del 19% basato su 36 recensioni. Moore è stata nominata per un Razzie Award per la peggiore attrice per questo film.